# Házená na Letních olympijských hrách 2024 – turnaj mužů
Házenkářský turnaj mužů na Letních olympijských hrách 2024 bude 15. ročníkem mužského turnaje na Letních olympijských hrách. Bude se konat od 27. července do 11. srpna 2024.

## Skupina A
Všechny časy jsou místní (UTC+2).
| Poř. | tým        | Z | V | R | P | VB  | OB  | +/− | B | výsledek    |
| ---- | ---------- | - | - | - | - | --- | --- | --- | - | ----------- |
| 1.   | Německo    | 5 | 4 | 0 | 1 | 162 | 144 | +18 | 8 | Čtvrtfinále |
| 2.   | Slovinsko  | 5 | 3 | 0 | 2 | 140 | 142 | -2  | 6 | Čtvrtfinále |
| 3.   | Španělsko  | 5 | 3 | 0 | 2 | 151 | 148 | +3  | 6 | Čtvrtfinále |
| 4.   | Švédsko    | 5 | 3 | 0 | 2 | 158 | 139 | +19 | 6 | Čtvrtfinále |
| 5.   | Chorvatsko | 5 | 2 | 0 | 3 | 148 | 156 | -8  | 4 |             |
| 6.   | Japonsko   | 5 | 0 | 0 | 5 | 143 | 173 | -30 | 0 |             |

| 27. července 2024 09:00 | Španělsko | 25 : 22  | Slovinsko | Výstaviště Porte de Versailles, Paříž Počet diváků: 5 776 Rozhodčí: C. Bonaventura, J. Bonaventura |
| 27. července 2024 09:00 | Gómez 7   | (8 : 11) | Bombač 5  | Výstaviště Porte de Versailles, Paříž Počet diváků: 5 776 Rozhodčí: C. Bonaventura, J. Bonaventura |
| 27. července 2024 09:00 | 3×        | Report   | 5×        | Výstaviště Porte de Versailles, Paříž Počet diváků: 5 776 Rozhodčí: C. Bonaventura, J. Bonaventura |

| 27. července 2024 14:00 | Chorvatsko | 30 : 29   | Japonsko    | Výstaviště Porte de Versailles, Paříž Počet diváků: 5 749 Rozhodčí: Kleven, Jørum |
| 27. července 2024 14:00 | Šoštarič 6 | (13 : 18) | Yasuhira 10 | Výstaviště Porte de Versailles, Paříž Počet diváků: 5 749 Rozhodčí: Kleven, Jørum |
| 27. července 2024 14:00 | 3×         | Report    | 4×          | Výstaviště Porte de Versailles, Paříž Počet diváků: 5 749 Rozhodčí: Kleven, Jørum |

| 27. července 2024 19:00 | Německo  | 30 : 27   | Švédsko | Výstaviště Porte de Versailles, Paříž Počet diváků: 5 739 Rozhodčí: Hansen, Madsen |
| 27. července 2024 19:00 | Uščins 8 | (12 : 11) | Wanne 8 | Výstaviště Porte de Versailles, Paříž Počet diváků: 5 739 Rozhodčí: Hansen, Madsen |
| 27. července 2024 19:00 | 1×       | Report    | 2×      | Výstaviště Porte de Versailles, Paříž Počet diváků: 5 739 Rozhodčí: Hansen, Madsen |

| 29. července 2024 09:00 | Japonsko   | 26 : 37   | Německo | Výstaviště Porte de Versailles, Paříž Počet diváků: 5 788 Rozhodčí: Bíró, Kiss |
| 29. července 2024 09:00 | Fujisaka 6 | (10 : 21) | Uščins  | Výstaviště Porte de Versailles, Paříž Počet diváků: 5 788 Rozhodčí: Bíró, Kiss |
| 29. července 2024 09:00 | 3×         | Report    | 1×      | Výstaviště Porte de Versailles, Paříž Počet diváků: 5 788 Rozhodčí: Bíró, Kiss |

| 29. července 2024 11:00 | Slovinsko    | 31 : 29   | Chorvatsko  | Výstaviště Porte de Versailles, Paříž Počet diváků: 5 788 Rozhodčí: Nachevski, Nikolov |
| 29. července 2024 11:00 | Janc, Vlah 8 | (13 : 13) | tři hráči 5 | Výstaviště Porte de Versailles, Paříž Počet diváků: 5 788 Rozhodčí: Nachevski, Nikolov |
| 29. července 2024 11:00 | 5× 1×        | Report    | 8× 1×       | Výstaviště Porte de Versailles, Paříž Počet diváků: 5 788 Rozhodčí: Nachevski, Nikolov |

| 29. července 2024 16:00 | Švédsko     | 29 : 26   | Španělsko   | Výstaviště Porte de Versailles, Paříž Počet diváků: 5 764 Rozhodčí: Horáček, Novotný |
| 29. července 2024 16:00 | tři hráči 5 | (11 : 11) | Fernández 7 | Výstaviště Porte de Versailles, Paříž Počet diváků: 5 764 Rozhodčí: Horáček, Novotný |
| 29. července 2024 16:00 | 4× 1×       | Report    | 5× 1×       | Výstaviště Porte de Versailles, Paříž Počet diváků: 5 764 Rozhodčí: Horáček, Novotný |

| 31. července 2024 11:00 | Chorvatsko   | 31 : 26   | Německo | Výstaviště Porte de Versailles, Paříž Počet diváků: 5 774 Rozhodčí: Horáček, Novotný |
| 31. července 2024 11:00 | Martinović 9 | (15 : 13) | Golla 8 | Výstaviště Porte de Versailles, Paříž Počet diváků: 5 774 Rozhodčí: Horáček, Novotný |
| 31. července 2024 11:00 | 5× 1×        | Report    |         | Výstaviště Porte de Versailles, Paříž Počet diváků: 5 774 Rozhodčí: Horáček, Novotný |

| 31. července 2024 14:00 | Španělsko   | 37 : 33   | Japonsko             | Výstaviště Porte de Versailles, Paříž Počet diváků: 5 813 Rozhodčí: Pavićević, Ražnatović |
| 31. července 2024 14:00 | Odriozola 6 | (20 : 18) | Fujisaka, Yasuhira 7 | Výstaviště Porte de Versailles, Paříž Počet diváků: 5 813 Rozhodčí: Pavićević, Ražnatović |
| 31. července 2024 14:00 | 1×          | Report    | 1×                   | Výstaviště Porte de Versailles, Paříž Počet diváků: 5 813 Rozhodčí: Pavićević, Ražnatović |

| 31. července 2024 16:00 | Slovinsko | 29 : 24   | Švédsko | Výstaviště Porte de Versailles, Paříž Počet diváků: 5 813 Rozhodčí: Brunner, Salah |
| 31. července 2024 16:00 | Janc 10   | (15 : 14) | Wanne 6 | Výstaviště Porte de Versailles, Paříž Počet diváků: 5 813 Rozhodčí: Brunner, Salah |
| 31. července 2024 16:00 | 4× 1×     | Report    | 3× 1×   | Výstaviště Porte de Versailles, Paříž Počet diváků: 5 813 Rozhodčí: Brunner, Salah |

| 2. srpna 2024 14:00 | Chorvatsko   | 27 : 38   | Švédsko  | Výstaviště Porte de Versailles, Paříž Počet diváků: 5 774 Rozhodčí: C. Bonaventura, J. Bonaventura |
| 2. srpna 2024 14:00 | Martinović 8 | (15 : 18) | Pellas 9 | Výstaviště Porte de Versailles, Paříž Počet diváků: 5 774 Rozhodčí: C. Bonaventura, J. Bonaventura |
| 2. srpna 2024 14:00 | 4× 1×        | Report    | 3×       | Výstaviště Porte de Versailles, Paříž Počet diváků: 5 774 Rozhodčí: C. Bonaventura, J. Bonaventura |

| 2. srpna 2024 16:00 | Německo  | 33 : 31   | Španělsko | Výstaviště Porte de Versailles, Paříž Počet diváků: 5 774 Rozhodčí: Nachevski, Nikolov |
| 2. srpna 2024 16:00 | Uščins 8 | (20 : 18) | Gómez 10  | Výstaviště Porte de Versailles, Paříž Počet diváků: 5 774 Rozhodčí: Nachevski, Nikolov |
| 2. srpna 2024 16:00 | 5×       | Report    | 3×        | Výstaviště Porte de Versailles, Paříž Počet diváků: 5 774 Rozhodčí: Nachevski, Nikolov |

| 2. srpna 2024 19:00 | Japonsko   | 28 : 29   | Slovinsko | Výstaviště Porte de Versailles, Paříž Počet diváků: 5 652 Rozhodčí: Hansen, Madsen |
| 2. srpna 2024 19:00 | Yasuhira 8 | (15 : 15) | Vlah 14   | Výstaviště Porte de Versailles, Paříž Počet diváků: 5 652 Rozhodčí: Hansen, Madsen |
| 2. srpna 2024 19:00 | 7×         | Report    | 6× 1×     | Výstaviště Porte de Versailles, Paříž Počet diváků: 5 652 Rozhodčí: Hansen, Madsen |

| 4. srpna 2024 09:00 | Švédsko    | 40 : 27  | Japonsko  | Výstaviště Porte de Versailles, Paříž Počet diváků: 5 808 Rozhodčí: Schulze, Tönnies |
| 4. srpna 2024 09:00 | Karlsson 6 | (16 : 9) | Sugioka 9 | Výstaviště Porte de Versailles, Paříž Počet diváků: 5 808 Rozhodčí: Schulze, Tönnies |
| 4. srpna 2024 09:00 | 2×         | Report   | 2×        | Výstaviště Porte de Versailles, Paříž Počet diváků: 5 808 Rozhodčí: Schulze, Tönnies |

| 4. srpna 2024 14:00 | Německo  | 36 : 29   | Slovinsko | Výstaviště Porte de Versailles, Paříž Počet diváků: 5 685 Rozhodčí: Jørum, Kleven |
| 4. srpna 2024 14:00 | Häfner 7 | (23 : 14) | Horžen 7  | Výstaviště Porte de Versailles, Paříž Počet diváků: 5 685 Rozhodčí: Jørum, Kleven |
| 4. srpna 2024 14:00 | 1×       | Report    | 1×        | Výstaviště Porte de Versailles, Paříž Počet diváků: 5 685 Rozhodčí: Jørum, Kleven |

| 4. srpna 2024 21:00 | Španělsko   | 32 : 31   | Chorvatsko | Výstaviště Porte de Versailles, Paříž Počet diváků: 5 723 Rozhodčí: Horáček, Novotný |
| 4. srpna 2024 21:00 | Rodríguez 6 | (20 : 15) | Klarica 7  | Výstaviště Porte de Versailles, Paříž Počet diváků: 5 723 Rozhodčí: Horáček, Novotný |
| 4. srpna 2024 21:00 | 2×          | Report    | 6× 1×      | Výstaviště Porte de Versailles, Paříž Počet diváků: 5 723 Rozhodčí: Horáček, Novotný |

## Skupina B
Všechny časy jsou místní (UTC+2).
| Poř. | tým       | Z | V | R | P | VB | OB | +/− | B | výsledek    |
| ---- | --------- | - | - | - | - | -- | -- | --- | - | ----------- |
| 1.   | Dánsko    | 0 | 0 | 0 | 0 | 0  | 0  | 0   | 0 | Čtvrtfinále |
| 2.   | Norsko    | 0 | 0 | 0 | 0 | 0  | 0  | 0   | 0 | Čtvrtfinále |
| 3.   | Maďarsko  | 0 | 0 | 0 | 0 | 0  | 0  | 0   | 0 | Čtvrtfinále |
| 4.   | Francie   | 0 | 0 | 0 | 0 | 0  | 0  | 0   | 0 | Čtvrtfinále |
| 5.   | Egypt     | 0 | 0 | 0 | 0 | 0  | 0  | 0   | 0 |             |
| 6.   | Argentina | 0 | 0 | 0 | 0 | 0  | 0  | 0   | 0 |             |

| 27. července 2024 11:00 | Maďarsko | vs. | Egypt | Výstaviště Porte de Versailles, Paříž Rozhodčí: Nachevski, Nikolov |
| 27. července 2024 11:00 |          |     |       | Výstaviště Porte de Versailles, Paříž Rozhodčí: Nachevski, Nikolov |
| 27. července 2024 11:00 |          |     |       | Výstaviště Porte de Versailles, Paříž Rozhodčí: Nachevski, Nikolov |

| 27. července 2024 16:00 | Norsko | vs. | Argentina | Výstaviště Porte de Versailles, Paříž Rozhodčí: Horáček, Novotný |
| 27. července 2024 16:00 |        |     |           | Výstaviště Porte de Versailles, Paříž Rozhodčí: Horáček, Novotný |
| 27. července 2024 16:00 |        |     |           | Výstaviště Porte de Versailles, Paříž Rozhodčí: Horáček, Novotný |

| 27. července 2024 21:00 | Dánsko | vs. | Francie | Výstaviště Porte de Versailles, Paříž Rozhodčí: Schulze, Tönnies |
| 27. července 2024 21:00 |        |     |         | Výstaviště Porte de Versailles, Paříž Rozhodčí: Schulze, Tönnies |
| 27. července 2024 21:00 |        |     |         | Výstaviště Porte de Versailles, Paříž Rozhodčí: Schulze, Tönnies |

| 29. července 2024 14:00 | Egypt | vs. | Dánsko | Výstaviště Porte de Versailles, Paříž |
| 29. července 2024 14:00 |       |     |        | Výstaviště Porte de Versailles, Paříž |
| 29. července 2024 14:00 |       |     |        | Výstaviště Porte de Versailles, Paříž |

| 29. července 2024 19:00 | Francie | vs. | Norsko | Výstaviště Porte de Versailles, Paříž |
| 29. července 2024 19:00 |         |     |        | Výstaviště Porte de Versailles, Paříž |
| 29. července 2024 19:00 |         |     |        | Výstaviště Porte de Versailles, Paříž |

| 29. července 2024 21:00 | Argentina | vs. | Maďarsko | Výstaviště Porte de Versailles, Paříž |
| 29. července 2024 21:00 |           |     |          | Výstaviště Porte de Versailles, Paříž |
| 29. července 2024 21:00 |           |     |          | Výstaviště Porte de Versailles, Paříž |

| 31. července 2024 09:00 | Norsko | vs. | Maďarsko | Výstaviště Porte de Versailles, Paříž |
| 31. července 2024 09:00 |        |     |          | Výstaviště Porte de Versailles, Paříž |
| 31. července 2024 09:00 |        |     |          | Výstaviště Porte de Versailles, Paříž |

| 31. července 2024 19:00 | Francie | vs. | Egypt | Výstaviště Porte de Versailles, Paříž |
| 31. července 2024 19:00 |         |     |       | Výstaviště Porte de Versailles, Paříž |
| 31. července 2024 19:00 |         |     |       | Výstaviště Porte de Versailles, Paříž |

| 31. července 2024 21:00 | Dánsko | vs. | Argentina | Výstaviště Porte de Versailles, Paříž |
| 31. července 2024 21:00 |        |     |           | Výstaviště Porte de Versailles, Paříž |
| 31. července 2024 21:00 |        |     |           | Výstaviště Porte de Versailles, Paříž |

| 2. srpna 2024 09:00 | Maďarsko | vs. | Dánsko | Výstaviště Porte de Versailles, Paříž |
| 2. srpna 2024 09:00 |          |     |        | Výstaviště Porte de Versailles, Paříž |
| 2. srpna 2024 09:00 |          |     |        | Výstaviště Porte de Versailles, Paříž |

| 2. srpna 2024 11:00 | Argentina | vs. | Francie | Výstaviště Porte de Versailles, Paříž |
| 2. srpna 2024 11:00 |           |     |         | Výstaviště Porte de Versailles, Paříž |
| 2. srpna 2024 11:00 |           |     |         | Výstaviště Porte de Versailles, Paříž |

| 2. srpna 2024 21:00 | Norsko | vs. | Egypt | Výstaviště Porte de Versailles, Paříž |
| 2. srpna 2024 21:00 |        |     |       | Výstaviště Porte de Versailles, Paříž |
| 2. srpna 2024 21:00 |        |     |       | Výstaviště Porte de Versailles, Paříž |

| 4. srpna 2024 11:00 | Egypt | vs. | Argentina | Výstaviště Porte de Versailles, Paříž |
| 4. srpna 2024 11:00 |       |     |           | Výstaviště Porte de Versailles, Paříž |
| 4. srpna 2024 11:00 |       |     |           | Výstaviště Porte de Versailles, Paříž |

| 4. srpna 2024 16:00 | Maďarsko | vs. | Francie | Výstaviště Porte de Versailles, Paříž |
| 4. srpna 2024 16:00 |          |     |         | Výstaviště Porte de Versailles, Paříž |
| 4. srpna 2024 16:00 |          |     |         | Výstaviště Porte de Versailles, Paříž |

| 4. srpna 2024 19:00 | Dánsko | vs. | Norsko | Výstaviště Porte de Versailles, Paříž |
| 4. srpna 2024 19:00 |        |     |        | Výstaviště Porte de Versailles, Paříž |
| 4. srpna 2024 19:00 |        |     |        | Výstaviště Porte de Versailles, Paříž |

## Vyřazovací fáze
Všechny časy jsou místní (UTC+2).

### Pavouk
|  | Čtvrtfinále           | Čtvrtfinále |                        |  | Semifinále | Semifinále |  |  | Finále                 | Finále |
|  |                       |             |                        |  |            |            |  |  |                        |        |
|  | 7. srpna 2024 – Lille |             |                        |  |            |            |  |  |                        |        |
|  |                       |             |                        |  |            |            |  |  |                        |        |
|  | Německo               |             |                        |  |            |            |  |  |                        |        |
|  | 9. srpna 2024 – Lille |             |                        |  |            |            |  |  |                        |        |
|  | Francie               |             |                        |  |            |            |  |  |                        |        |
|  |                       |             |                        |  |            |            |  |  |                        |        |
|  | 7. srpna 2024 – Lille |             |                        |  |            |            |  |  |                        |        |
|  |                       |             |                        |  |            |            |  |  |                        |        |
|  | Španělsko             |             |                        |  |            |            |  |  |                        |        |
|  |                       |             | 11. srpna 2024 – Lille |  |            |            |  |  |                        |        |
|  | Egypt                 |             |                        |  |            |            |  |  |                        |        |
|  |                       |             |                        |  |            |            |  |  |                        |        |
|  | 7. srpna 2024 – Lille |             |                        |  |            |            |  |  |                        |        |
|  |                       |             |                        |  |            |            |  |  |                        |        |
|  | Norsko                |             |                        |  |            |            |  |  |                        |        |
|  | 9. srpna 2024 – Lille |             |                        |  |            |            |  |  |                        |        |
|  | Slovinsko             |             |                        |  |            |            |  |  |                        |        |
|  |                       |             | Třetí místo            |  |            |            |  |  |                        |        |
|  | 7. srpna 2024 – Lille |             |                        |  |            |            |  |  |                        |        |
|  |                       |             |                        |  |            |            |  |  |                        |        |
|  | Dánsko                |             |                        |  |            |            |  |  |                        |        |
|  |                       |             |                        |  |            |            |  |  |                        |        |
|  | Švédsko               |             |                        |  |            |            |  |  |                        |        |
|  |                       |             |                        |  |            |            |  |  |                        |        |
|  |                       |             |                        |  |            |            |  |  | 11. srpna 2024 – Lille |        |
|  |                       |             |                        |  |            |            |  |  |                        |        |

### Čtvrtfinále
| 7. srpna 2024 09:30 | Španělsko | vs. | Egypt | Stade Pierre-Mauroy, Lille |
| 7. srpna 2024 09:30 |           |     |       | Stade Pierre-Mauroy, Lille |
| 7. srpna 2024 09:30 |           |     |       | Stade Pierre-Mauroy, Lille |

| 7. srpna 2024 13:30 | Německo | vs. | Francie | Stade Pierre-Mauroy, Lille |
| 7. srpna 2024 13:30 |         |     |         | Stade Pierre-Mauroy, Lille |
| 7. srpna 2024 13:30 |         |     |         | Stade Pierre-Mauroy, Lille |

| 7. srpna 2024 17:30 | Dánsko | vs. | Švédsko | Stade Pierre-Mauroy, Lille |
| 7. srpna 2024 17:30 |        |     |         | Stade Pierre-Mauroy, Lille |
| 7. srpna 2024 17:30 |        |     |         | Stade Pierre-Mauroy, Lille |

| 7. srpna 2024 21:30 | Norsko | vs. | Slovinsko | Stade Pierre-Mauroy, Lille |
| 7. srpna 2024 21:30 |        |     |           | Stade Pierre-Mauroy, Lille |
| 7. srpna 2024 21:30 |        |     |           | Stade Pierre-Mauroy, Lille |

### Semifinále
| 9. srpna 2024 16:30 | ' | vs. | ' | Stade Pierre-Mauroy, Lille |
| 9. srpna 2024 16:30 |   |     |   | Stade Pierre-Mauroy, Lille |
| 9. srpna 2024 16:30 |   |     |   | Stade Pierre-Mauroy, Lille |

| 9. srpna 2024 21:30 | ' | vs. | ' | Stade Pierre-Mauroy, Lille |
| 9. srpna 2024 21:30 |   |     |   | Stade Pierre-Mauroy, Lille |
| 9. srpna 2024 21:30 |   |     |   | Stade Pierre-Mauroy, Lille |

### O 3. místo
| 11. srpna 2024 09:00 | ' | vs. | ' | Stade Pierre-Mauroy, Lille |
| 11. srpna 2024 09:00 |   |     |   | Stade Pierre-Mauroy, Lille |
| 11. srpna 2024 09:00 |   |     |   | Stade Pierre-Mauroy, Lille |

### Finále
| 11. srpna 2024 13:30 | ' | vs. | ' | Stade Pierre-Mauroy, Lille |
| 11. srpna 2024 13:30 |   |     |   | Stade Pierre-Mauroy, Lille |
| 11. srpna 2024 13:30 |   |     |   | Stade Pierre-Mauroy, Lille |

## Konečné pořadí
| Poř.                        | tým        |
| --------------------------- | ---------- |
| Zlatá olympijská medaile    | Dánsko     |
| Stříbrná olympijská medaile | Německo    |
| Bronzová olympijská medaile | Španělsko  |
| 4.                          | Slovinsko  |
| 5.                          |            |
| 6.                          |            |
| 7.                          |            |
| 8.                          |            |
| 9.                          | Chorvatsko |
| 10.                         | Maďarsko   |
| 11.                         | Japonsko   |
| 12.                         | Argentina  |